# Bernd Giese
Bernd Giese, född 2 juni 1940 i Hamburg, är en tysk kemist.
Giese doktorerade 1969 vid universitetet i München och blev 1976 docent vid universitetet i Freiburg. Han var professor vid Tekniska universitetet i Darmstadt 1977–1988, och är professor vid universitetet i Basel sedan 1989.
Hans forskningsområde omfattar bland annat radikal- och fotokemiska reaktioner inom bioorganisk kemi.
Giese är ledamot av Deutsche Akademie der Naturforscher Leopoldina sedan 1999 och utländsk ledamot av American Academy of Arts and Sciences sedan 2003.